# ジョン・エアトン・パリス
ジョン・エアトン・パリス（英: John Ayrton Paris、1785年8月7日頃 - 1856年12月24日）は、イギリスの医師。

## 概要
正確な出生地は不明だが、ケンブリッジかエディンバラであるとされる。
皮膚がんに関する研究は有名で、科学的に承認された漢方薬を使うことを勧めた最初の人物の1人である。
また発明家としても有名で、ソーマトロープ発明者（一説によるとチャールズ・バベッジが発明者とも）と言われている。
彼は1824年、ロンドンの英国王立医科協会で視覚の性質をデモンストレーションするのにソーマトロープを使った。
彼の発明は、天文学者ジョン・ハーシェルと地質学者ウィリアム・ヘンリー・フィットンのアイデアに基づいているとも言われている。
イギリスのメイフェアで他界。